# Occhio (ciclone)

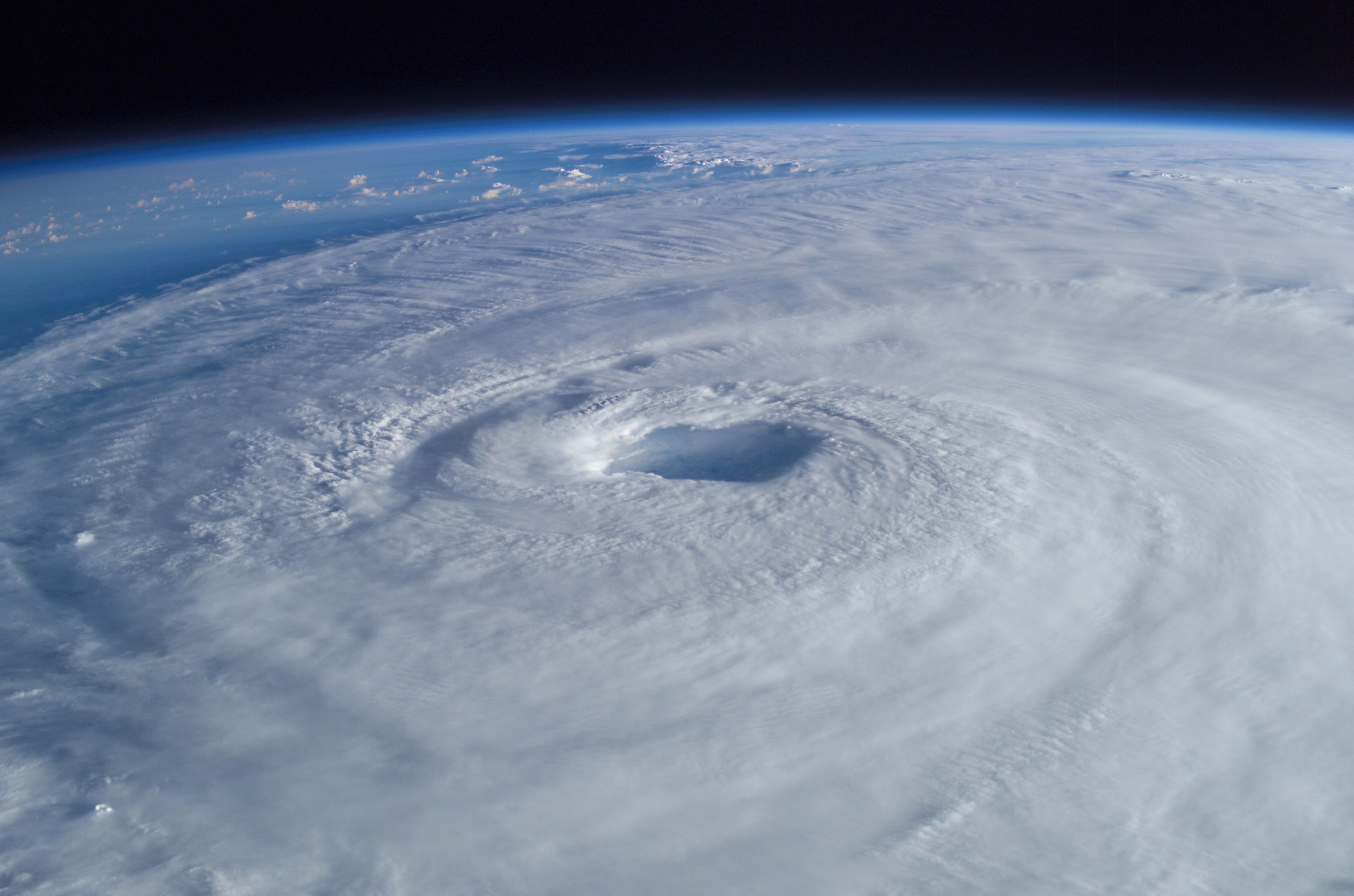
Un'immagine dell'uragano Isabel che mostra l'occhio al centro della tempesta.

L'occhio è una regione di quasi calma situata al centro di un ciclone tropicale. È circondato dall'eyewall, un anello di temporali torreggianti dove avvengono i fenomeni più forti. La pressione atmosferica più bassa, in un ciclone, viene registrata nell'occhio e può essere del 15% più bassa che al di fuori della tempesta.

## Descrizione
Un tipico ciclone tropicale possiede un occhio dal diametro di 30-65 chilometri, situato più o meno al centro geometrico della tempesta. L'occhio può essere quasi del tutto libero da nubi (clear eye), oppure parzialmente coperto da nuvole medio-basse (filled eye). A causa delle meccaniche di formazione di un ciclone tropicale, l'aria all'interno dell'occhio e immediatamente sopra a esso è più calda di quella che lo circonda.
Normalmente l'occhio ha una forma più o meno simmetrica, mentre nelle tempeste in fase d'indebolimento appare irregolare e/o oblungo.

## Formazione
All'interno di un ciclone tropicale, la forza di Coriolis tende a deviare i venti verso l'esterno facendoli ruotare intorno al centro. Un occhio inizia a diventare visibile quando parte dell'aria in risalita viene spinta all'interno della tempesta invece che fuori. Arrivata al centro e raffreddatasi, l'aria inizia a ridiscendere al centro del ciclone, riscaldandosi e facendo evaporare le nubi, creando così una zona di calma.